# Acacia kimberleyensis
Acacia kimberleyensis é uma espécie de leguminosa do gênero Acacia, pertencente à família Fabaceae.